# Amaya
Amaya är en webbläsare och webbeditor. Amaya är ett projekt med öppen källkod som bedrivs av W3C och WAM (Web, Adaptation and Multimedia) på INRIA (Institut National de Recherche en Informatique et en Automatique).